# Руанда
Руанда, званично Република Руанда, држава је без излаза на море у области Велике расједне долине, гдје се спајају регион Великих језера и југоисточна Африка на истоку централне Африке. Смјештена је неколико степени јужно од екватора и граничи се са Угандом, Танзанијом, Бурундијем и Демократском Републиком Конго. Високо је уздигнута због чега има надимак „земља хиљаду брда“, а географијом доминирају планине на западу и савана на југоистоку, са бројним језерима широм земље. Клима је умјерена до суптропска, са двије кишне сезоне и двије сушне сезоне сваке године. Има популацију од преко 12,6 милиона становника, који живе на површини од 26.338 km² и најгушће је насељена земља копнене Африке, док је међу земљама већим од 10.000 km², пета најгушће насељена држава на свијету. Главни град је Кигали, који је уједно и највећи град, а у њему живи око милион људи.
Ловци-сакупљачи су населили територију у каменом и гвозденом добу, а касније су почели да је насељавају народи Банту. Становништво се спајало прво у кланове, а затим у краљевства. У 15. вијеку, једно краљевство, под краљем Гихангом, успјело је да припоји неколико својих блиских сусједних територија чиме је успостављена Краљевина Руанда. Краљевина је доминирала од средине осамнаестог вијека, са краљевима из племена Тутси који су освајали друга племена војним путем, централизујући моћ и спроводећи политику против Хутуа. Њемачка је 1897. године колонизовала Руанду као дио Њемачке источне Африке, након чега је Белгија преузела власт 1916. године, током Првог свјетског рата. Обје државе су владале преко руандског краља из племена Тутси, док су Хуте сматрали подређенима. Хутуи су се побунили 1959. године и покренули су револуцију коју је подржала Белгија, а током које су убили бројне чланове племена Тутси и 1962. године успоставили су независну републику на челу са предсједником Грегором Кајибандом. Војним ударом 1973. године, Кајибанда је збачен и на власт је дошао Жувенал Хабијаримана, који је задржао политику да су Хути надмоћни. Патриотски фронт Руанде, предвођен Тутсима, покренуо је грађански рат 1990. године, а Хабијаримана је убијен у априлу 1994. године. Услиједио је геноцид у којем су Хути екстремисти убили између 500.000 и милион Тутсија и политички умјерених Хутуа у распону од сто дана. Патриотски фронт је окончао геноцид војном побједом у јулу 1994. године.
Државом управља јединствени предсједнички систем са дводомним парламентом којим управља Патриотски фронт Руанде од 1994. године. Од претколонијалних времена земљом управља централизована ауторитарна влада. Иако има низак ниво корупције у поређењу са сусједним земљама, налази се међу најнижим у међународним мјерењима транспарентности владе, грађанских слобода и квалитета живота. Становништво је младо, претежно живи у руралном подручју и представља једну од најмлађих популација на свијету. Потиче из само једне културне и лингвистичке групе — Банјаруанде, а унутар групе постоје три подгрупе: Хуту, Тутси и Тва. Тва су пигмејски народ који живи у шуми и често се сматрају потомцима најранијих становника Руанде. Хришћанство је највећа религија у земљи; главни и национални језик је кињаруанда, којим говоре старосједиоци, док енглески, француски и свахили служе као додатни службени језици.
Економија се углавном заснива на самоодрживој пољопривреди. Кафа и чај су главне готовинске културе за извоз. Туризам је сектор који се брзо развија и водећи је извор прихода у страним валутама у земљи. У 21. вијеку, Руанда је описана као технолошки центар у настајању за Африку, са порастом новоотворених компанија. Земља је чланица Афричке уније, Уједињених нација, Комонвелта нација, , Франкофоније и Источноафричке заједнице. У јуну 2022. била је домаћин састанка шефова влада Комонвелта, који је првобитно био заказан за 2020. годину, али је отказан због пандемије ковида 19.

## Историја
Модерна људска насеља на простору данашње Руанде датирају из, најкасније, посљедњег глацијалног периода, у неолитском периоду око 8000 година п. н. е. или у дугом влажном периоду који је услиједио, до око 3000 година п. н. е. Археолошка ископавања су открила доказе о ријетким насељима ловаца-сакупљача у касном каменом добу, а праћена су већом популацијом досељеника у раном гвозденом доба, који су производили грнчарију са удубљењем и гвоздено оруђе. Ти рани становници били су преци племена Тва, абориџинских пигмејских ловаца-сакупљача који су и данас остали у Руанди. Између 700. године прије нове ере и 1500. године нове ере, бројне групе народа Банту су мигрирале у Руанду, крчећи шумско земљиште за пољопривреду. Припадници племена Тва који су живјели у шуми изгубили су велики дио свог станишта и преселили су се на планинске падине. Према једној теорији историчара, први досељеници су били Хутуи, док су Тутсији мигрирали касније да би формирали посебну расну групу, вјероватно нило-хамитског поријекла. Према другој теорији, миграција је била спора и стабилна, са долазећим групама које су се интегрисале у постојеће друштво умјесто да их освајају. Према тој теорији, разлика између Хутуа и Тутсија настала је касније и представљала је више класну разлику него расну.
Најранији облик друштвене организације у области био је клан (убвоко). Кланови нису били ограничени на генеалошку лозу или географску област, а већина је укључивала Хутуе, Тутсије и Тва. Од 15. вијека кланови су почели да се спајају у краљевства. Једно краљевство, под краљем Гихангом, успјело је да припоји неколико блиских сусједних територија и да формира Краљевину Руанду. До 1700. године у данашњој Руанди је постојало око осам краљевстава. Једно од њих, Краљевина Руанда којом је владао клан Тутси Нигинија, постало је све доминантније од средине 18. вијека. Оно је свој највећи обим достигло током 19. вијека под владавином краља Кигелија IV Руабугирија, који је освојио неколико мањих држава, проширио краљевство на запад и сјевер, а затим покренуо административне реформе. Оне су укључивале друштвени поредак убухаке, у којем су Тутси покровитељи уступили стоку, а самим тим и привилеговани статус Хутуима или Тутсима клијентима у замјену за економске и личне услуге, као и систем кулука убуретва, у којем су Хутуи били приморани да раде за поглавице Тутсија. Промјене су изазвале раст јаза између популација Хутуа и Тутсија. Тва су били у бољем положају него у данима прије Краљевства; неки су постали плесачи на краљевском двору, али њихов број је наставио да опада.
Берлинском конференцијом 1884. године, територија је додијељена Њемачком царству, које ју је прогласило дијелом Њемачке источне Африке. Године 1894. истраживач Густав Адолф фон Гецен је био први Европљанин који је прешао цијелу територију Руанде; прешао је са југоистока на језеро Киву и срео се са краљем. Године 1897. Њемачка је успоставила присуство формирањем савеза са краљем, чиме је започело колонијално доба. Њемци нијесу значајно промијенили друштвену структуру земље, али су вршили утицај подржавајући краља и постојећу хијерархију и додјељујући власт локалним поглавицама. Белгијске снаге су извршиле инвазију на Руанду и Бурунди 1916. године, током Првог свјетског рата, а 1922. године, почели су да владају њима као мандат Друштва народа под називом Руанда—Урунди и започели су период директније колонијалне владавине. Белгијанци су поједноставили и централизовали структуру моћи, увели велике пројекте у образовању, здравству, јавним радовима и пољопривредном надзору, укључујући нове усјеве и побољшане пољопривредне технике како би покушали да смање појаву глади. И Њемачка и Белгија, на трагу новог империјализма, промовисали су превласт Тутсија, сматрајући Хутуе и Тутсије различитим расама. Белгија је 1935. године увела систем личних карата, који је сваког појединца означавао као Тутсија, Хутуа, Тва или натурализованог. Иако је раније било могуће да посебно богати Хутуи постану почасни Тутси, личне карте су спрјечавале свако даље кретање између класа.
Белгија је наставила да влада Руандом-Урундијем (чији је сјеверни дио чинила Руанда) као територијом повјерења Уједињених нација послије Другог свјетског рата, са мандатом да надгледа евентуалну независност. Тензије су ескалирале између Тутсија који су се залагали за рану независност и покрета за еманципацију Хутуа, што је кулминирало револуцијом 1959. године: Хуту активисти су почели да убијају Тутсије и уништавају њихове куће, присиљавајући више од 100.000 људи да потраже уточиште у сусједним земљама. Године 1961. Белгијанци који су подржавали Хутуе одржали су референдум на којем је земља гласала за укидање монархије. Руанда је одвојена од Бурундија и стекла је независност 1. јула 1962. године, а тај дан се обиљежава као државни празник Дан независности. Услиједили су периоди насиља; прогнани Тутси су нападали из сусједних земаља, док су Хутуи узвратили масовним убиствима и репресијом над Тутсијима. Године 1973. Жувенал Хабијаримана је преузео власт војним ударом. Политика да су Хутуи надмоћни се наставила, али је дошло до већег економског напретка и смањене количине насиља над Тутсијима. Тва су остали маргинализовани, а до 1990. године влада их је скоро у потпуности протјерала из шума, због чега су многи постали просјаци. Становништво је порасло са 1,6 милиона људи 1934. године на 7,1 милион 1989. године, што је довело до конкуренције за земљу.
Године 1990. Патриотски фронт Руанде, побуњеничка група састављена од скоро 500.000 Тутси избјеглица, извршила је инвазију на сјеверну Руанду из своје базе у Уганди, започевши грађански рат у земљи. Група је осудила владу којом доминирају Хутуи јер није успјела да демократизује друштво и суочи се са проблемима са којима се избјеглице суочавају. Ниједна страна није успјела да стекне одлучујућу предност у рату, али је до 1992. ослабио Хабијариманин ауторитет; масовне демонстрације су га натјерале да уђе у коалицију са домаћом опозицијом и на крају да потпише споразум са Патриотским фронтом у Аруши 1993. године. Прекид ватре је окончан 6. априла 1994. када је Хабијариманин авион оборен у близини аеродрома Кигали, при чему је он убијен. Обарање авиона послужило је као окидач за геноцид у земљи, који је почео за неколико сати. Током око 100 дана, између 500.000 и милион Тутсија и политички умјерених Хутуа убијено је у добро планираним нападима по наређењу привремене владе. Многи Тва су такође убијени, упркос томе што нису били директно циљани.
Патриотски фронт је поново започео своју офанзиву и методично преузео контролу над земљом, добивши контролу над цијелом земљом до средине јула. Међународни одговор на геноцид је био ограничен, са великим силама које нису биле вољне да ојачају већ преоптерећене мировне снаге Уједињених нација. Када је Фронт преузео власт, око два милиона Хутуа побјегло је у сусједне земље, посебно у Заир, бојећи се одмазде, а осим тога, војска предвођена Фронтом била је кључна зараћена страна у Првом и Другом конгоанском рату. Унутар Руанде је почео период помирења и правде, оснивањем Међународног кривичног суда за Руанду (ICTR) и поновним увођењем система Gacaca, традиционалног сеоског судског система. Од 2000. године економија, број туриста, као и индекс хуманог развоја су брзо расли; између 2006. и 2011. године стопа сиромаштва је смањена са 57% на 45%, док је очекивани животни вијек порастао са 46,6 година у 2000. на 65,4 године у 2021. години.

## Политика и влада
Предсједник Руанде је шеф државе и има широка овлашћења, укључујући креирање политике у вези са Кабинетом, вршење помиловања, командовање оружаним снагама, преговарање и ратификовање уговора, потписивање предсједничких наредби, као и објава рата или ванредног стања. Предсједник се бира гласањем становништва сваких седам година, а он именује премијера и све остале чланове Кабинета. Актуелни предсједник је Пол Кагаме, који је преузео дужност након оставке свог претходника, Пастера Бизимунгуа, 2000. године. Кагаме је затим побиједио на изборима 2003. и 2010. године.  Иако су организације за људска права критиковале те изборе, истичући да су обиљежени све већом политичком репресијом и гушењем слободе говора. Члан 101 устава је раније ограничавао предсједнике на два мандата, али је то промијењено на референдуму 2015. године, који је покренут након пријема петиције коју је потписало 3,8 милиона становника. Том промјеном устава, Кагаме може да остане предсједник до 2034. године, а на изборима 2017. изабран је за трећи мандат са 98,79% гласова.
Устав је усвојен након националног референдума 2003. године, замијенивши прелазни устав који је био на снази од 1994. године. Устав налаже вишепартијски систем власти, са политиком заснованом на демократији и изборима, али такође поставља услове за рад политичких партија. У члану 54. наведено је да је политичким организацијама забрањено да се заснивају на раси, етничкој групи, племену, клану, региону, полу, вјери или било којој другој подјели која може да доведе до дискриминације. Влада је такође донијела законе који криминализују идеологију геноцида, што може да укључује застрашивање, клеветничке говоре, порицање геноцида и исмијавање жртава. Према организацији Human Rights Watch, ти закони ефективно чине Руанду једнопартијском државом, истакавши да под маском спрјечавања још једног геноцида, влада показује изразиту нетолеранцију према најосновнијим облицима неслагања. Организација  је такође критиковала закон, написавши у свом извјештају за 2014/15. да су закони против подстицања побуне или невоље међу становништвом коришћени да би се људи затворили због легитимног остваривања њихових права на слободу удруживања или изражавања.
Парламент доноси законе и уставом је овлашћен да надгледа активности предсједника и кабинета, а састоји се од два дома. Доњи дом је Представнички дом, који има 80 чланова на петогодишњи мандат. Од 80 мјеста, 24 су резервисана за жене, које се бирају кроз заједничку скупштину званичника локалне управе; додатна три мјеста су резервисана за чланове омладине и инвалиде, а преосталих 53 бирају се општим правом гласа по пропорционалном систему представништва. Након избора 2018. године, Представнички дом има 49 женских посланика, што је мање у односу на 51 из 2013. До јануара 2023. године, Руанда је једна од само три земље са женском већином у националном парламенту, поред Кубе и Никарагве. Горњи дом је Сенат са 26 мјеста, чије чланове бирају различита тијела. Обавезни минимум 30% сенатора су жене, а сенатори служе осмогодишњи мандат.
Правни систем у држави је у великој мјери заснован на њемачком и белгијском систему грађанског права и обичајном праву. Правосуђе је независно од извршне власти, иако су предсједник и Сенат укључени у именовање судија Врховног суда. Организација Human Rights Watch је похвалила владу због напретка у остваривању правде, укључујући укидање смртне казне, али је такође навела да се чланови владе мијешају у правосудни систем, као што је политички мотивисано именовање судија, злоупотреба тужилачких овлашћења и притисак на судије да донесу одређене одлуке. Устав предвиђа двије врсте судова: обичне и специјализоване. Обични судови су Врховни суд, Виши суд и регионални судови, док су специјализовани судови војни судови, као и систем привредних судова створен 2011. године ради убрзавања привредних спорова. У периоду од 2004. до 2012. године био је у функцији систем Gacaca, традиционални суд којим управљају села и  заједнице, који је поново оживљен да би се убрзала суђења осумњиченима за геноцид. Суд је успио да ријеши заостале случајеве геноцида, али су га групе за људска права критиковале да не испуњава законски правичан стандард.
Руанда има низак ниво корупције у односу на већину других афричких земаља; Transparency International је 2014. године рангирао као пету најчистију од 47 земаља у подсахарској Африци и 55. најчистију од 175 земаља на свијету. Уставом је дефинисана функција омбудсмана, чије дужности обухватају спрјечавање и борбу против корупције. Јавни функционери, укључујући и предсједника, по уставу су обавезни да пријаве своје богатство омбудсману и јавности, а они који се не придржавају тога бивају суспендовани са функције. Упркос томе, организација Human Rights Watch објавила је да постоји велико политичко потискивање широм земље, укључујући незаконито и произвољно затварање, пријетње или друге облике застрашивања, нестанке, политички мотивисана суђења и покољ цивила који мирно протестују.
Патриотски фронт Руанде је доминантна политичка партија у земљи од 1994. године. Он је задржао контролу над предсједништвом и парламентом на националним изборима, са удјелом гласова странке који константно прелази 70%. Сматра се странком у којој доминирају Тутси, али добија подршку из цијеле земље и заслужна је за обезбјеђивање континуираног мира, стабилности и економског раста. Према извјештају организације за људска права Freedom House 2015. године, Влада је гушила слободе опозиционих група тако што је Патриотски фронт спријечио нове политичке партије да се региструју и ухапсио вође неколико постојећих партија, спрјечавајући их да поставе своје кандидате на изборима. Организација  је такође објавила да Патриотски фронт влада без икакве значајне опозиције.
Држава је чланица Афричке уније, Уједињених нација, Комонвелта нација, , Франкофоније и Источноафричке заједнице. Дуги низ година током владавине Хабијариме, земља је одржавала блиске везе са Француском, као и са Белгијом, чија је била колонија. Након доласка Патриотског фронта на власт, почела је да одржава ближе везе са сусједним земљама у Источноафричкој заједници и са свијетом енглеског говорног подручја. Дипломатски односи са Француском прекинути су 2006. године, након што је француски судија подигао оптужницу против руандских званичника, а упркос њиховом обнављању 2010. године, односи између земаља су поново постали затегнути од 2015. године. Односи са Демократском Републиком Конго били су напети након учешћа Руанде у Првом и Другом конгоанском рату; војска Конга је навела нападе Руанде на њихове трупе, док је Руанда окривила владу Конга што није успјела да потисне Хуту побуњенике на покрајинама Сјеверни и Јужни Киву. Уједињене нације су 2010. године објавиле извјештај у којем су оптужиле руандску војску да је извршила широка кршења људских права и злочине против човјечности у Демократској Републици Конго током оба рата, што је влада Руанде одбацила. Односи су се додатно погоршали 2012. године, пошто је влада ДР Конга оптужила Руанду да подржава побуну М23 у источном Конгу. Године 2015. успостављен је мир и односи су почели да се побољшавају. Односи са Угандом су такође били напети током већег дијела 2000-их након сукоба између војски двије земље 1999. године, док су подржавале супротстављене побуњеничке групе у Другом конгоанском рату, али су се значајно побољшале почетком 2010-их. Године 2019. односи између двије земље су се погоршали и Руанда је затворила границе са Угандом, а потпуно их је отворила у марту 2022. године.
Бурунди је затворио границе са Руандом 2015. због спора који је избио након што је руандска власт одбила да изручи одбјегле заговорнике покушаја државног удара. Границе су отворене у октобру 2022. године.

## Административна подјела
Прије колонизације од стране држава са запада, систем руандске владе имао је квази-систем политичког плурализма и подјеле власти. Упркос томе што је постојала строга хијерархија, претколонијални систем је постигао успостављен, комбиновани систем „централизоване власти и децентрализованих аутономних јединица“. Под краљем, изабрани поглавица је управљао покрајином која је била подијељена на више округа. Два друга службеника које је именовао главни поглавица управљала су окрузима; једном службенику је додијељена власт над земљом док је други надгледао стоку. Краљ (муами) је вршио контролу кроз систем покрајина, округа, брда и сусједстава. Године 2003. држава је уставом подијељена на покрајине, округе, градове, општине, вароши, секторе, ћелије и села; веће подјеле и њихове границе утврђује парламент. У јануару 2006. године, држава је реорганизована тако да је дванаест покрајина спојено у пет, а 106 округа је спојено у 30. Границе направљене 2006. године имале су за циљ децентрализацију власти и уклањање асоцијација на стари систем и геноцид. Претходна структура од 12 покрајина повезаних са највећим градовима замијењена је са пет покрајина заснованих првенствено на географији. Покрајине су: Сјеверна, Јужна, Источна, Западна и општина Кигали у центру.
Пет покрајина дјелују као посредници између националне владе и својих конститутивних округа како би осигурали да се националне политике спроводе на нивоу округа. Стратешки оквир за децентрализацију Руанде који је развило Министарство локалне управе додјељује покрајинама одговорност за „координацију питања управљања у покрајини, као и праћење и процјену“. На челу сваке покрајине је гувернер, којег именује предсједник и одобрава Сенат. Окрузи су одговорни за координацију пружања јавних услуга и економског развоја; подијељени су у секторе који су одговорни за пружање јавних услуга у складу са налогом округа. Окрузи и сектори имају директно изабрана вијећа, а њима управља извршни одбор који бира то вијеће. Ћелије и села су најмање политичке јединице, које пружају везу између људи и сектора. Сви пунољетни грађани су чланови локалног савјета ћелије, из којег се бира извршни одбор. Град Кигали је орган власти на нивоу покрајине, који координира урбанистичко планирање унутар града.

## Географија
Са 26.338 квадратних километара, 149. је највећа земља на свијету, као и четврта најмања на афричком копну послије Гамбије, Есватинија и Џибутија. По величини пореди се са Бурундијем, Хаитијем и Албанијом. Цијела земља је на великој надморској висини; најнижа тачка је ријека Русизи на 950 метара надморске висине. Налази се у централној/источној Африци и граничи се са Демократском Републиком Конго на западу, Угандом на сјеверу, Танзанијом на истоку и Бурундијем на југу. Лежи неколико степени јужно од екватора и нема излаз на море. Главни град Кигали, налази се близу центра државе.
Слив између главних сливова Конга и Нила тече од сјевера ка југу кроз Руанду, при чему се око 80% површине земље улива у Нил и 20% у Конго преко ријеке Русизи и језера Тангањика. Најдужа ријека у земљи је Ниабаронго, која извире на југозападу, тече на сјевер, исток и југоисток прије него што се споји са ријеком Рувубу, са којом формира Кагеру; Кагера затим тече на сјевер дуж источне границе са Танзанијом. Ниабаронго—Кагера се на крају улива у језеро Викторија, а њен извор у шуми Њунгве је кандидат за још увијек неутврђени свеукупни извор Нила. У држави се налази много језера, од којих је највеће језеро Киву, које заузима дно Албертинског процјепа дуж већег дијела западне границе Руанде, а са максималном дубином од 480 метара, једно је од двадесет најдубљих језера на свијету. Остала значајна језера су Бурера, Рухондо, Мухази, Руеру и Ихема, које је највеће у низу језера у источним равницама Националног парка Акагера.
Планине доминирају централним и западним дијелом, због чега се понекад назива „Земља хиљаду брда“ (фр. Pays des mille collines). Они су дио планина Албертин и окружују Албертински огранак Источноафричког процјепа, који се протеже од сјевера ка југу дуж западне границе Руанде. Највиши врхови налазе се у ланцу планина Вирунга на сјеверозападу, што укључује планину Карисимби, највишу тачку државе, на 4.507 метара надморске висине. Тај западни дио земље лежи унутар екорегије планинских шума Албертин. Има надморску висину од 1.500 до 2.500 метара. Центар земље су претежно валовита брда, док се источни погранични регион састоји од саване, равница и мочвара.

### Клима
Руанда има умјерену тропску планинску климу, са нижим температурама од оних које су типичне за екваторијалне земље, због велике надморске висине. Кигали, који се налази у средишту државе, има дневни температурни распон између 12 и 27 °C, са малим варирањем током године. Постоје одређене температурне варијације широм земље; планински запад и сјевер су углавном хладнији од истока који лежи на мањој надморској висини. Постоје двије кишне сезоне у години; прва траје од фебруара до јуна, а друга од септембра до децембра. Оне су раздвојене са двије сушне сезоне, од којих је главна од јуна до септембра, током које често уопште нема кише, док је краћа и мање оштра од децембра до фебруара. Падавине варирају географски, при чему су падавине на годишњем нивоу веће на западу и сјеверозападу него на истоку и југоистоку. Глобално загријавање изазвало је промјену обрасца кишних сезона. Према извјештају организације Strategic Foresight Group, промјена климе је смањила број кишних дана током године, али је такође изазвала повећање учесталости бујичних киша. Обје промјене су изазвале потешкоће пољопривредницима, смањујући њихову продуктивност. Strategic Foresight Group такође је описује као земљу која се брзо загријава, са повећањем просјечне температуре између 0,7 °C и 0,9 °C током педесет година.

### Биодиверзитет
У праисторијско доба планинске шуме су заузимале једну трећину територије данашње државе. Природна вегетација је у савременом добу углавном ограничена на три национална парка, а терасаста пољопривреда доминира остатком земље. Њунгве, највећи преостали систем шуме, садржи 200 врста дрвећа, као и орхидеје и бегоније. Вегетација у Националном парку Вулкани је углавном бамбус и мочвара, са малим површинама шума. Насупрот томе, у националном парку Акагера налази се екосистем саване у којем акација доминира флором. У Акагери постоји неколико ријетких или угрожених биљних врста, укључујући Markhamia lutea и Eulophia guineensis.
Највећи диверзитет великих сисара налази се у три национална парка, који су заштићена подручја. Акагера садржи типичне животиње саване као што су жирафе и слонови, док су Вулкани дом за једну трећину свјетске популације планинских горила. Шума Њунгве има тринаест врста примата укључујући обичне шимпанзе и колобусе, који живе на дрвећу и крећу се у групама од до 400 јединки, што је највећа величина трупа од свих примата у Африци.
Популација лавова је уништена након геноцида 1994. године, пошто су национални паркови претворени у кампове за расељена лица, а преостале животиње су отроване од стране сточара. У јуну 2015. године, два парка из Јужноафричке Републике донирала су седам лавова Националном парку Акагера, чиме је поново успостављена популација лавова у држави. Они су првобитно држани у ограђеном дијелу парка, а затим им је стављен оковратник и пуштени су у дивљину мјесец дана касније.
Године 2017. допремљено је 18 угрожених црних носорога из Јужноафричке Републике. Они су се добро прилагодили на ново окружење па је 2019. у Национални парк Акагера допремљено још пет црних носорога из зоолошких вртова широм Европе.
Такође је почела да расте и популација бијелих носорога. Године 2021. у земљу их је допремљено 30 из Јужноафричке Републике, са циљем да Акагера буде безбједно станиште за скоро угрожене врсте.
У земљи постоји 670 врста птица, са варијацијама између истока и запада. У шуми Њунгве на западу забиљежено је 280 врста, од којих је 26 ендемских за Албертински процјеп; ендемске врсте укључују Gallirex johnstoni и Pternistis nobilis. На источном дијелу се налазе птице саване, као што су црноглави гонолек (Laniarius erythrogaster) и оне повезане са мочварама и језерима, укључујући роде и ждралове.
У децембру 2015. године, ентомолошким радовима у земљи откривена је богата разноликост богомољки, укључујући нову врсту Dystacta tigrifrutex, која је названа „богомољка жбунастог тигра“.
У земљи се налазе три копнена екорегиона: планинске шуме Албертин, мозаик шума и саване Викторијиног басена и планинска мочвара Руензори—Вирунга. Земља је имала средњу оцену индекса интегритета шумског пејзажа за 2019. годину, добивши оцјену 3,85 од 10, што је рангира на 139. мјесто на свијету од 172 земље.

## Економија
Економија је знатно ослабљена током геноцида 1994. године, са масовним губицима живота, неодржавањем инфраструктуре, пљачкама и занемаривањем важних усјева. То је изазвало велики пад БДП-а и уништило способност земље да привуче приватне и спољне инвестиције. Економија је од тада ојачала, са номиналним БДП-ом по глави становника процијењеним на 909,9 долара 2022. године, у поређењу са 127 долара 1994. године. Главна извозна тржишта укључују Кину, Њемачку и Сједињене Државе. Економијом управља Централна народна банка Руанде, а валута је руандски франак; у децембру 2019. курс је био 910 франака за један амерички долар. Године 2007. придружила се Источноафричкој заједници и ратификовала је план за монетарну унију између седам земаља чланица, са циљем да се дође до заједничког источноафричког шилинга. Први датум за увођење је био 2012. године, али он није договорен, након чега је постављен циљ да се заједнички шилинг уведе 2015. који такође није испуњен, а затим је као трећи датум договорена 2024. година.
Руанда је земља са мало природних ресурса, а привреда је углавном заснована на самоодрживој пољопривреди локалних фармера који користе једноставне алате. Процијењено је да се 90% радног становништва бави фармама, а према процјени из 2014. године, пољопривреда је чинила 32,5% БДП-а. Пољопривредна техника је основна, са малим парцелама земље и стрмим падинама. Од средине 1980-их, величина фарми и производња хране су се смањивали, дијелом због пресељења расељених људи. Упркос плодном екосистему, производња хране често није ишла у корак са растом становништва, због чега је неопходан увоз хране, али се са растом пољопривреде ситуација поправила.
Пољопривредне културе које се узгајају у земљи укључују матоке (зелене банане), које заузимају више од трећине пољопривредног земљишта у земљи, кромпир, пасуљ, слатки кромпир, маниоку, пшеницу и кукуруз. Године 2019. произвела је 2,6 милиона тона банана, што је био њен највећи принос. Кафа и чај су главни производи за извоз, са великим надморским висинама, стрмим падинама и вулканским земљиштем који пружају повољне услове за узгој. Утврђено је да више од 400.000 становника живи од плантаже кафе. Ослањање на пољопривредни извоз чини земљу рањивом на промјене у цијенама. Животиње које се узгајају укључују краве, козе, овце, свиње, кокошке и куниће, са географским варијацијама у броју сваке од њих. Производни системи су углавном традиционални, иако постоји неколико интензивних фарми млијека око Кигалија. Недостатак земље и воде, недовољна и неквалитетна храна за животиње и редовне епидемије болести са недовољним ветеринарским услугама су главни разлози који ограничавају производњу. Риболов се обавља на бројним језерима у земљи, али залихе су прилично исцрпљене, због чега се увози жива риба у покушају да се оживи индустрија.
Индустријски сектор је мали, са 14,8% БДП-а у 2014. години. Производе се цименат, пољопривредни производи, ситна пића, сапун, намјештај, обућа, пластична роба, текстил и цигарете. Рударска индустрија даје значајан допринос, доносећи 93 милиона америчких долара у 2008. години. Минерали који се копају укључују каситерит, волфрамит, злато и колтан, који се користи у производњи електронских и комуникационих уређаја као што су мобилни телефони.
Услужни сектор претрпио је кризу крајем 2000-их, јер су банкарске позајмице, пројекти стране помоћи и инвестиције смањени. Сектор се опоравио 2010. године, поставши највећи сектор по економској производњи и доприносећи 43,6% БДП-а земље. Кључни терцијарни доприносиоци укључују банкарство и финансије, трговину на велико и мало, хотеле и ресторане, превозна средства, складиштење, комуникације, осигурање, некретнине, пословне услуге и јавну администрацију, укључујући образовање и здравство. Туризам је један од најбрже растућих економских ресурса и 2007. године постао је водећи приход у страној валути у земљи. Упркос геноциду, земља се све више на међународном нивоу сматра као безбједна дестинација. Број долазака туриста у 2013. години износио је 864.000 људи, у односу на 504.000 током 2010. године. Приход од туризма износио је 303 милиона долара 2014. године, у односу на 62 милиона долара 2000. године. Највећи допринос овом приходу било је праћење планинских горила у Националном парку Вулкани. Руанда је једна од само три земље у којима се планинске гориле могу безбједно посјетити, а оне привлаче хиљаде посјетилаца годишње, који су спремни да плате високе цијене за то. Остале туристичке занимљивости укључују шуму Њунгве, која је дом шимпанзи, Рувензори колобуса и других примата, одмаралишта језера Киву и Акагеру, мали резерват саване на истоку земље.

### Медији и комуникације
Највеће радио и телевизијске станице су државне, а већина новина је у власништву државе. Већина становника има приступ радију; током геноцида 1994. године, радио станица Радио-телевизија Ослобођења хиљаду брежуљака емитовала се широм земље и помогла је у подстицању убистава кроз пропаганду против Тутсија. Од 2015. године, државни Радио Руанда је највећа станица и главни извор вијести у читавој земљи. Приступ телевизији је ограничен, јер већина домова нема сопствени уређај. Влада је увела дигиталну телевизију 2014. године, а годину дана касније радило је седам националних станица, у односу на само једну у аналогној ери прије 2014. године. Штампа је строго ограничена, а новине се самоцензуришу како би избјегле одмазде владе. Без обзира на то, медији на кињарванди, енглеском и француском језику који критикују владу су широко доступни у Кигалију. Ограничења су повећана уочи предсједничких избора 2010. године, када је Високи савјет за медије суспендовао два независна часописа — Umuseso и Umuvugizi, на шест мјесеци.
Најстарија телекомуникациона група у земљи, Руандател, отишла је у стечај 2011. године, пошто је била 80% у власништву либијске компаније . Компанију је 2013. године купио Ликвид Телеком, који пружа услуге телекомуникације и оптичке мреже широм источне и јужне Африке. Од 2015. године, Ликвид Телеком пружа услуге фиксне телефоније за 30.968 претплатника, а мобилни оператер МТН Руанда пружа услуге за додатних 15.497 претплатника фиксне телефоније. Фиксне телефоне углавном користе владине институције, банке, невладине организације и амбасаде, а приватни ниво претплате је низак. Године 2015. заступљеност мобилних телефона у земљи износила је 72,6%, у односу на 41,6% из 2011. године. У јуну 2015. године, МТН Руанда је био водећи оператер са 3.957.986 претплатника, док је Тиго имао 2.887.328 и Барти Аиртел 1.336.679 претплатника. Руандател је такође раније управљао мрежом мобилних телефона, али им је регулатор одузео лиценцу у априлу 2011. године, након што компанија није испунила договорене инвестиционе обавезе. Заступљеност интернета је мала, али је почела да расте током друге деценије 21. вијека. Године 2015. било је 12,8 корисника интернета на 100 људи, у односу на 2,1 током 2007. године. Телекомуникациона мрежа од 2.300 km са оптичким влакнима, намијењена пружању широкопојасних услуга и олакшавању електронске трговине завршена је 2011. године. Мрежа је повезана са мрежом SEACOM, подморским оптичким каблом који повезује носиоце комуникација у јужној и источној Африци. Унутар Руанде каблови пролазе дуж главних путева, повезујући градове широм земље. Мобилни оператер МТН такође има услугу бежичног интернета која је доступна у већини области Кигалија преко припејд претплате.
У октобру 2019. компанија Mara Corporation је у Руанди покренула први паметни телефон направљен у Африци.

### Инфраструктура
Влада је дала приоритет финансирању развоја водоснабдијевања током 2000-их, значајно повећавши свој удио у националном буџету. То финансирање је заједно са донаторском подршком изазвало брзо повећање приступа безбједној води; у 2015. години, 74% становништва је имало приступ безбједној води, у односу на око 55% у 2005. години, са циљем да достигну 100% до 2017. године. Водна инфраструктура у земљи се састоји од урбаних и руралних система који испоручују воду јавности, углавном преко водоводних цијеви у руралним областима и приватних прикључака у урбаним срединама. У областима које не опслужују ти системи, користе се ручне пумпе и управљане опруге. Упркос падавинама које прелазе 750 mm годишње у већем дијелу земље, сакупљање кишнице се слабо користи, а становници су приморани да користе воду штедљиво, у односу на употребу у другим афричким земљама. Приступ санитацијама је низак; Уједињене нације су процијениле да је 2006. године 34% урбаних и 20% руралних становника имало приступ побољшаним санитарним условима. Кигали је један од најчистијих градова у Африци. Мјере владине политике за побољшање санитарних услова су ограничене и фокусиране само на урбана подручја. Већина становништва, и градског и руралног, користи јавне заједничке нужнике.
Снабдијевање електричном енергијом се до почетка 2000-их скоро у потпуности производило из хидроелектричних извора; електране на језерима Бурера и Рухондо давале су 90% електричне енергије у земљи. Комбинација падавина испод просјека и људске активности, укључујући исушивање мочвара Ругези због култивације и испаше, изазвала је пад нивоа воде у два језера од 1990. године па надаље; до 2004. године нивои су смањени за 50%, што је довело до великог пада производње из електрана. Заједно са повећаном потражњом како је привреда расла, дошло је до мањка 2004. године и широко распрострањеног смањења оптерећења. Као хитну мјеру, влада је поставила дизел генераторе сјеверно од Кигалија; до 2006. године они су давали 56% електричне енергије у земљи, али су били веома скупи. Влада је донијела низ мјера за ублажавање тог проблема, укључујући опоравак мочвара Ругези, које снабдијевају водом језера Бурера и Рухондо и улагање у шему за вађење гаса метана из језера Киву, за које се очекује да ће у својој првој фази повећати производњу електричне енергије у земљи до 40%. Само 18% становништва је имало приступ електричној енергији 2012. године, иако је тај број порастао са 10,8% у 2009. години. Владина стратегија економског развоја и смањења сиромаштва за период 2013–2018. имала је за циљ да повећа приступ електричној енергији за 70% домаћинстава до 2017. године.
Влада је повећала улагања у саобраћајну инфраструктуру од геноцида 1994. године, уз помоћ Сједињених Држава, Европске уније, Јапана и других. Саобраћајни систем се првенствено састоји од путне мреже, са асфалтираним путевима између Кигалија и већине других већих градова и мјеста у земљи. Цестом је повезана са другим земљама у Источноафричкој заједници, са Угандом, Танзанијом, Бурундијем и Кенијом, као и са градовима Гома и Букаву на истоку Конга; Најважнији трговачки пут у земљи је пут до луке у Момбаси преко Кампале и Најробија, који је познат као Сјеверни коридор. Основни облик јавног превоза у земљи је минибус, који чини више од половине укупног капацитета за превоз путника. Неки минибуси, посебно у Кигалију, обављају непланиране услуге, у оквиру заједничког такси система, док други возе по распореду, нудећи експресне руте између већих градова. Постоји мањи број великих аутобуса који саобраћају редовном линијом широм земље, а услуге аутобуса су доступне на разним дестинацијама у сусједним земљама. Главно приватно возило за изнајмљивање је мотоциклистички такси; током 2013. године, било је 9.609 регистрованих мотоциклистичких таксија, у поређењу са 579 такси возила. Земља има међународни аеродром у Кигалију који саобраћа на неколико међународних дестинација, а најпрометније су оне за Најроби и Ентебе; постоји и једна домаћа рута, између Кигалија и аеродрома Камембе у близини Чјангугуа. Године 2017. почела је изградња међународног аеродрома Бугесера, јужно од Кигалија, са планом да постане највећи у земљи када буде отворен, допуњујући постојећи аеродром у Кигалију. У априлу 2019. године изградња је прекинута због преуређења планова. У децембру 2019. године, компанија Qatar Airways је наставила пројекат, уз планирање много већег аеродрома, са буџетом за изградњу од 1,31 милијарди долара. Планирано је да нови аеродром може да прими милион путника и 150 милиона тона терета годишње током своје прве фазе; имао би путнички терминал од 30.000 квадратних метара са 22 шалтера за пријаву, десет капија и шест мостова за укрцавање путника. У децембру 2019. Qatar Airways је пристао да преузме 60 одсто удјела у аеродрому. Према Одбору за развој Руанде, прва фаза петогодишње изградње обезбиједила би објекте за седам милиона путника годишње, а друга фаза, за коју очекују да буде завршена до 2032. године, повећала би капацитет на 14 милиона путника годишње. Национални превозник је RwandAir, а у земљи послује седам страних авио-компанија. До 2015. године земља није имала жељезницу, али је развила пројекат, у сарадњи са Бурундијем и Танзанијом, за проширење централне танзанијске линије у Руанду; три земље су позвале приватне фирме да изразе интересовање да формирају јавно приватно партнерство за тај пројекат. Не постоји јавни водни превоз између лучких градова на језеру Киву, иако постоји ограничена приватна услуга и влада је покренула програм за развој пуне услуге. Министарство за инфраструктуру такође истражује изводљивост повезивања са језером Викторија преко брода на ријеци Акагера.

## Демографија
Године 2015. Национални институт за статистику је процијенио да број становника износи 11.262.564, док је за 2021. број становника процијењен на 12.955.736. На попису из 2012. године, у земљи је живјело 10.515.973 становника. Становништво је младо; на попису из 2012. године 43,3% становништва било је старосне доби од 15 и мање година, а 53,4% између 16 и 64 године. Према подацима World Factbook, који објављује ЦИА, годишња стопа наталитета се процјењује на 40,2 рођења на 1.000 становника у 2015. години, а стопа смртности на 14,9. Очекиван животни вијек је 67,67 година (69,27 година за жене и 67,11 година за мушкарце), што је 26. најниже од 224 земље и територије. Укупан однос полова у земљи је 95,9 мушкараца на 100 жена.
Са 445 становника по квадратном километру, Густина насељености је међу највећим у Африци. Историчари попут Жерара Прунијеа сматрају да се геноцид из 1994. дјелимично може приписати густини насељености. Становништво је претежно рурално, са неколико великих градова; мјеста становања су равномјерно распоређена по цијелој земљи. Једине ријетко насељене области су савана у бившој покрајини Умутара и Национални парк Акагера на истоку. Кигали је највећи град, са око милион становника. Популација у граду се временом брзо повећавала, што је представљало изазов за инфраструктурни развој. Према попису из 2012. године, други по величини град је Гисењи, који се налази поред језера Киву и конгоанског града Гоме, а који има око 126.000 становника. Остали већи градови су Рухенгери, Бутаре и Муханга, сви са популацијом испод 100.000. Градско становништво је порасло са 6% током 1990. године, на 16,6% 2006. године, али је до 2011. године број опао на 14,8%.
Руанда је била уједињена држава од претколонијалних времена, а становништво је састављено од само једне културне и језичке групе — Банјаруанде, што је у супротности са већином модерних афричких држава, чије су границе исцртале колонијалне силе и нису одговарале етничким границама или претколонијалним краљевствима. Унутар народа Банјаруанде постоје три одвојене групе: Хуту, Тутси и Тва. Према подацима World Factbook Хутуи су чинили 84% становништва 2009. године, Тутси 15% и Тва 1%. Тва су пигмејски народ који потиче од најранијих становника Руанде, али се научници не слажу око поријекла и разлика између Хутуа и Тутсија. Антрополог Жан Хирно сматра да су Тутси посебна раса, са тенденцијом ка „дугим и уским главама, лицима и носевима“. Други антрополози, као што је Вилија Јефремовас, сматрају да нема видљиве физичке разлике и да категорије нијесу биле историјски строге. У претколонијалној држави, Тутси су били владајућа класа од које су потицали краљеви и већина поглавица, док су Хутуи били пољопривредници. Влада од 2000-их обесхрабрује разлику између Хутуа, Тутсија и Тва и уклонила је такву класификацију из личних карата. Попис из 2002. био је први од 1933. године који није категорисао становништво у три групе.

### Образовање
Прије 2012. године, влада је обезбиједила бесплатно образовање у државним школама током девет година: шест година у основним и три године у средњим школама. Године 2012. бесплатно образовање је проширено на 12 година. Према студији из 2015. године, објављено је да, иако су стопе уписа у основне школе „скоро свеприсутне“, стопе завршетка су ниске, а стопе понављања високе. Иако је школовање бесплатно, постоји очекивање да родитељи треба да допринесу трошковима образовања своје дјеце обезбјеђујући им материјале, подржавајући развој наставника и дајући допринос изградњи школе, али према Влади, ти трошкови не би требало да буду основ за искључење дјеце из образовања.
Постоји много приватних школа широм земље, од којих су неке црквене и прате исти наставни план и програм, али наплаћују накнаде. Од 1994. до 2009. године, средње образовање се нудило на француском или енглеском језику, али због све већих веза земље са Источноафричком заједницом и Комонвелтом, од 2009. године нуде се само наставни планови и програми на енглеском језику. Земља има велики број институција високог образовања. Године 2013. отворен је јавни универзитет Руанде спајањем бившег Националног универзитета и других јавних високошколских институција у земљи. Године 2013. бруто однос уписа за терцијарно образовање порастао је на 7,9% у односу на 3,6% током 2006. године. Стопа писмености у земљи, која се рачуна код особа старијих од 15 година који знају да читају и пишу, износила је 71% у 2009. години, у односу на 38% током 1978. и 58% током 1991. године.

### Здравље
Квалитет здравствене заштите је кроз историју био веома низак, и прије и непосредно послије геноцида 1994. године. Године 1998. више од једног од петоро дјеце умрло је прије свог петог рођендана, често од маларије.
Предсједник Кагаме је поставио здравствену заштиту као један од приоритета за развојни програм Визија 2020, повећавши потрошњу на здравствену заштиту на 6,5% бруто домаћег производа земље у 2013. години, у поређењу са 1,9% 1996. године. Влада је пренијела финансирање и управљање здравственом заштитом на локалне заједнице, кроз систем пружалаца здравственог осигурања који се зове mutuelles de santé. Системи су уведени 1999. године, а до средине 2000-их постали су доступни широм земље, уз помоћ међународних развојних партнера. Премије у оквиру шеме су у почетку износиле два долара годишње; од 2011. стопа је варирала на клизној скали, при чему најсиромашнији не плаћају ништа, а максималне премије су порасле на осам долара по одраслој особи. До 2014. године, више од 90% становништва било је обухваћено шемом. Влада је такође успоставила институте за обуку укључујући здравствени институт Кигали који је основан 1997. године, а који је сада дио Универзитета Руанде. Предсједник Кагаме је 2005. године такође покренуо програм познат као Предсједничка иницијатива за маларију, чији је циљ био да помогне да најпотребнији материјал за превенцију маларије допре до најруралнијих подручја државе, као што су мреже против комараца и љекови.
Почетком 21. вијека забиљежено је побољшање у погледу бројних кључних здравствених индикатора. Између 2005. и 2013. године, очекивани животни вијек је порастао са 55,2 на 64,0, смртност дјеце испод 5 година смањена је са 106,4 на 52,0 на 1.000 дјеце, а учесталост туберкулозе је опала са 101 на 69 особа на 100.000. Међународни медији и добротворне организације навели су да је земља напредовала у здравственој заштити. Часопис The Atlantic је објавио чланак о „историјском опоравку здравља Руанде“. Организација Partners In Health сврстала је побољшање здравља „међу најдраматичнијим које је свијет видио у последњих 50 година“.
Упркос побољшањима, заразне болести су наставиле да доминирају, а Агенција Сједињених Држава за међународни развој је навела „значајне здравствене изазове“ са којима се земља суочава, као што су стопа смртности мајки коју описује као „неприхватљиво високу“ и епидемија сиде. Према Америчким центрима за контролу и превенцију болести, путницима у Руанду се препоручује да узимају превентивне љекове против маларије, као и да се увјере да су у примили све вакцине, као што је она против жуте грознице.
Руанда такође има недостатак медицинских стручњака, са само 0,84 љекара, медицинских сестара и бабица на 1.000 становника. Програм Уједињених нација за развој прати здравствени напредак земље ка Миленијумским развојним циљевима од 4 до 6, који се односе на здравствену заштиту. У извјештају из средине 2015. године наведено је да земља није била на путу да испуни циљ 4 о смртности новорођенчади, упркос томе што је број „драматично опао“; такође је наведено да добро напредује ка циљу 5, који треба да се смањи за три четвртине коефицијента смртности мајки, док је наведено да циљ 6 није испуњен јер распрострањеност сиде још није почела да опада.

### Религија
Најраспрострањенија вјера је протестантизам, али је дошло до значајних промена у вјерској демографији од геноцида, уз много преласка на евангелистичко хришћанство и, у мањој мјери, ислам. Према попису из 2012. године, римокатолици су представљали 43,7% становништва, протестанти (без адвентиста) 37,7%, адвентисти седмог дана 11,8%, а муслимани 2,0%; 0,2% је истакло да нема вјерска увјерења, а 1,3% није навело религију. Традиционална религија, иако је званично практикује само 0,1% становништва, задржала је утицај. Многи становници виде хришћанског Бога као синоним за традиционалног Руандског Бога Иману.
Постоје мале и тајновите заједнице хиндуиста и будиста, које се састоје већином од страних присталица, углавном бизнисмена из Кине и Индије, као и универзитетских професора и студената. Ниједна религија озбиљно не покушава да врши преобраћење у земљи, иако постоји хиндуистички храм Руанде као мјесто обожавања.
Страни мисионари и црквене невладине организације различитих вјерских група дјелују у земљи. Страни мисионари отворено промовишу своја вјерска увјерења, а Влада подржава њихову помоћ у развоју религије. Устав предвиђа слободу вјероисповести, што Влада углавном поштује у пракси. Службеници локалне власти понекад притварају Јеховине свједоке због одбијања да учествују у безбједносним патролама. У 2007. године, америчка влада није примила ниједан извјештај о друштвеном злостављању или дискриминацији на основу вјерског увјерења или праксе.

### Језици
Главни језик је кињаруанда, којим говори готово цијела земља, 98% становника. Главни европски језик током колонијалног доба био је њемачки, иако се никада није учио нити је био у широкој употреби, а затим француски, који је увела Белгија од 1916. године и који је остао званични и широко распрострањен језик након независности 1962. године. Један дио становништва је говорио и холандски, а повратак избјеглица који говоре енглески током 1990-их, донио је нову димензију језичкој политици земље. Након уласка у Источноафричку заједницу повећао се значај енглеског и образовни систем је пребачен са француског на енглески 2008. године. Кињаруанда, енглески, француски и свахили су званични језици. Кињаруанда је национални језик, док је енглески примарни у настави у средњем и терцијарном образовању. Свахили је Lingua franca Источноафричке заједнице, који такође говоре неки као други језик, посебно избјеглице које су се вратиле из Уганде, Кеније, Танзаније и Демократске Републике Конго, као и они који живе дуж границе са ДР Конгом. Свахили је 2015. године уведен као обавезан предмет у средње школе. Становници острва Нкомбо говоре Маши, језик који је блиско повезан са Кињаруандом.
Француски говори нешто мање од 6% становништва према попису из 2012. године и подацима Међународне организацији франкофоније. Према извјештају из 2009. године, објављено је да енглески говори 15% становништва, а француски 68%. Мање од 1% говори свахили.

### Људска права
Хомосексуалност се углавном сматра табу темом и не постоји значајна јавна расправа о том питању ни у једном региону земље. Неке лезбијке, геј, бисексуалне и трансродне особе су често пријављивале да су малтретиране и уцјењиване. Истополне сексуалне активности нису посебно забрањене у земљи. Неки владини званичници на нивоу кабинета изразили су подршку правима ЛГБТ особа, али никаква посебна законска заштита им није дата, због чега полиција може да их ухапси према различитим законима који се односе на јавни ред и морал. Истополне бракове држава не признаје, јер устав предвиђа да се признаје само грађански моногамни брак између мушкарца и жене.
Организација Human Rights Watch је од 2006. године документовала да власти прикупљају и затварају дјецу са улице, уличне продавце, сексуалне раднике, бескућнике и просјаке, као и да користе методе мучења у сигурним кућама и другим објектима, као што су војни камп Ками и затвори Ква Гациња и Гикондо.

## Култура
Музика и плес су саставни дио церемонија, фестивала, друштвених окупљања и приповиједања у земљи. Најпознатији традиционални плес је високо кореографисана рутина која се састоји од три компоненте: умушагириро или крављи плес, који изводе жене; инторе или плес хероја, који изводе мушкарци; као и бубњање, који такође традиционално изводе мушкарци, на бубњевима познатим као ингома. Најпознатија плесна група је Национални балет, коју је основао предсједник Хабијаримана 1974. године, а која наступа и на националном и међународном нивоу. Традиционално, музика се преноси усмено, а стилови варирају између друштвених група. Бубњеви су од великог значаја; краљевски бубњари су уживали висок статус на краљевом двору. Бубњари свирају заједно у групама различитих величина, обично између седам и девет по групи. Земља има растућу индустрију популарне музике, под утицајем музике афричких Великих језера, конгоанске и америчке. Најпопуларнији жанр је хип хоп, са мјешавином денсхола, репа, рагеа,  и денс-попа.
Традиционална умјетност и занати се производе широм земље, иако је већина настала као функционални предмети, а не само за декорацију. Плетене корпе и здјеле су честе, посебно у стилу корпе агасеке. Имигонго, јединствена умјетност крављег измета, производи се на југоистоку земље, са историјом која датира још од времена када је регион био дио независног краљевства Гисака. Измет се мијеша са природним земљиштем разних боја и фарба у шарене гребене да би се формирали геометријски облици. Остали занати укључују грнчарство и резбарство. Многе куће су прављене у традиционалном стилу, коришћењем локално доступних материјала; кружне или правоугаоне куће од блата са сламнатим крововима (познате као њакаци) су најчешће. Влада је покренула програм да их замијени модернијим материјалима као што је валовито гвожђе.
Руанда нема дугу историју писане књижевности, али постоји јака усмена традиција која се креће од поезије до народних прича. Многе моралне вриједности земље и детаљи историје преносили су се кроз генерације. Најпознатији личност у литератури Руанде био је Алексис Кагаме (1912–1981), који је спровео и објавио истраживања усмене традиције и писао је сопствену поезију. Геноцид је резултирао појавом литературе са исказима свједока, есејима и фикцијама нове генерације писаца као што је Бењамин Сехене. Снимљено је више филмова о геноциду, укључујући Хотел Руанда номинован за Златни глобус, 100 дана, Рукуј се са ђаволом, Понекад у априлу и Пуцање на псе; последња четири су снимљена у Руанди и у њима су учествовали преживјели као глумци.
Током године се обиљежава 14 редовних државних празника, а друге празнике повремено убацује влада. Недјеља послије Дана сјећања на геноцид, 7. априла, одређена је као званична недеља жалости. Побједа Патриотског фронта над екстремистима Хутуа слави се као Дан ослобођења 4. јула. Последња субота сваког мјесеца је умуганда, национално јутро обавезног друштвено корисног рада које траје од 8 до 11 часова, током којег се очекује да сви радно способни људи између 18 и 65 година обављају задатке у заједници, као што су чишћење улица или изградња домова за угрожене људе. Већина уобичајених услуга се затвара током умуганде, а јавни превоз је ограничен.

### Кухиња
Кухиња се заснива на локалној основној храни произведеној у природној пољопривреди, као што су банане, плантаине (познате као мутоке), махунарке, слатки кромпир, пасуљ и маниока. Многи становници не једу месо више од неколико пута мјесечно. Становници који живе у близини језера и имају приступ риби, највише конзумирају типалију. Кромпир већина становништва користи у исхрани, а сматра се да су га увезли њемачки и белгијски колонијалисти. Угали, који је у земљи познат као убугари (или умутсима) је уобичајена храна и представља пасту направљену од маниоке или кукуруза и воде да би се формирало јело налик каши која се једе широм афричких Великих језера. Изомбе се прави од згњечених листова маниоке и може да се служи уз сушену рибу, пиринач, угали или кромпир. Ручак је обично шведски сто познат као меланж, који се састоји од основних намирница, а понекад и меса. Ражањ је најпопуларнији када се једе напољу увече, обично се користи козје месо, а понекад и трипице, говедина или риба. У сеоским областима, многи барови имају продавца ражња који је одговоран за чување и клање коза, печење меса на ражњу и роштиљ, као и за сервирање са бананама на жару. Млијеко, посебно у облику ферментисаног јогурта који се зове икивугуто, је уобичајено пиће широм земље. Остала пића укључују традиционално пиво од банана под називом икигаге, у чијој изради се користи сирак, као и безалкохолно пиће под називом умутобе, које представља сок од банана; та пића су заступљена у традиционалним ритуалима и церемонијама. Главни произвођач пића у земљи је Bralirwa, која је основана 1950-их, као партнер компаније Heineken, а која се сада налази на руандској берзи. Bralirwa дистрибуира газирана пића компаније The Coca-Cola Company под лиценцом, укључујући кока-колу, фанту и спрајт, као и велики број пива укључујући примус, мициг, амстел и турбо Кинг. Године 2009. отворена је нова пивара, Brasseries des Mille Collines (BMC), која производи пиво скол и локалну верзију познату као скол гатана; BMC је касније прешао у власништво белгијске компаније . Источноафричке пиваре такође раде у земљи и увозе пива гинис, тускер и бел, као и виски и жестока пића.

### Спорт
Влада кроз своју политику развоја спорта промовише спорт као добар пут за „развој и изградњу мира“, а обавезала се да ће унаприједити употребу спорта за различите развојне циљеве, укључујући образовање. Најпопуларнији спортови су фудбал, одбојка, кошарка, атлетика и параолимпијски спортови, док је временом крикет постао све популарнији, након повратка избјеглица из Кеније, гдје су научили да га играју. Бициклизам, који се у земљи традиционално сматра видом превоза, такође је временом постао популаран као спорт, а о бициклистичком тиму Руанда је написана књига Земља других шанси: Немогући успон бициклистичког тима Руанде и снимљен је филм Дизање из пепела. Бициклиста Адријен Нијоншути је једна од најпознатијих особа у земљи. Руанда је изабрана за домаћина Свјетског друмског првенства 2025. године, чиме је постала прва држава из Африке која је добила организацију првенства, а након избора, неки су то означили као прање преко спорта, односно покушај државе да преко спорта поправи своју репутацију због кршења људских права и политичких убистава. Бициклистички тим Израел премијер тех отворио је тренинг центар „Поље снова“ у Бугасери пред почетак трке Тур оф Руанда 2023. године, а у оквиру центра је изграђена стаза за тренинг дужине 1,2 km, са планом да се изграде бројна друга постројења за тренинг. Крис Фрум, четвороструки побједник Тур де Франса је говорио на отварању, а помоћу центра је донирано 20 соларних панела породицама у насељу, са планом да се додијели још 200 панела 2024. године.
Спортисти се такмиче на Олимпијским играма од 1984. године, а на Параолимпијским играма од 2004. На Олимпијским играма 2012. у Лондону учествовало је седам спортиста, који су се такмичили у атлетици, пливању, брдском бициклизму и џудоу, док је на Параолимпијским играма 2012. у Лондону учествовало 15 спортиста, који су се такмичили у атлетици, дизању тегова и сједећој одбојци. Једину медаљу за земљу освојио је Жан де диу Нкундабера у трци на 800 метара у класи Т46 на Параолимпијским играма 2004. Такође учествује на Играма Комонвелта од приступања унији 2009. године. Кошаркашка репрезентација је постала популарнија од средине 2000-их, а мушки тим се квалификовао на завршни турнир Афричког кошаркашког првенства четири пута заредом од 2007. године. Кандидовала се за организацију првенства 2013. али је за домаћина изабрана Обала Слоноваче. Фудбалска репрезентација је једном учествовала на Афричком купу нација — 2004. године, али није успјела да прође групну фазу. Тим од тада није успио да се квалификује за такмичење и никада се није квалификовао на Свјетско првенство. Највеће домаће фудбалско такмичење је Премијер лига Руанде, а најуспјешнији клуб је АПР из Кигалија. Клубови се такмиче у КАФ Лиги шампиона, КАФ Купу конфедерација, као и у Кагаме међуклупском купу за тимове из централне и источне Африке, који од 2002. године спонзорише предсједник Кагаме. Салима Мукансанга је заједно са Јошими Јамашитом и Стефани Фрапар била једна од три жене које су судиле на Свјетском првенству 2022. чиме су постале прве жене које су судиле на Свјетском првенству за мушкарце.